# Horst Prinzbach
Horst Prinzbach (Haslach im Kinzigtal, 20 luglio 1931 – Friburgo in Brisgovia, 18 settembre 2012) è stato un chimico tedesco.
È famoso principalmente per le sue sintesi di nuovi composti organici, tra i quali il pagodano e del dodecaedrano.

Pagodano

Dodecaedrano

## Biografia
Prinzbach studiò chimica all'Università di Friburgo in Brisgovia e conseguì il dottorato nel 1955 sotto la supervisione di Arthur Lüttringhaus con ricerche su composti eterociclici di zolfo. Trascorse un periodo di post-dottorato all'Università Yale presso William von Eggers Doering studiando il meccanismo di inserzione dei carbeni nel legame C–H. Nel 1962 ottenne l'abilitazione in chimica organica a Friburgo con ricerche sul sesquifulvalene, e nel 1965 fu nominato professore di chimica organica all'Università di Losanna. Nel 1969 fu chiamato a ricoprire la cattedra di chimica organica a Friburgo, ove rimase fino alla nomina di emerito nel 1999.

## Contributi scientifici
I risultati delle sue ricerche sono documentati in più di 370 articoli su riviste scientifiche. Prinzbach fu un chimico e fotochimico organico. Si interessò principalmente di composti aromatici non benzenoidi, spesso con strutture tridimensionali policicliche di forma bizzarra, a volte contenenti legami tensionati. Fra i composti più noti da lui studiati figurano il calicene, e il pagodano. A partire da quest'ultimo escogitò una via più efficiente per arrivare al dodecaedrano, che gli permise in seguito di arrivare al più piccolo fullerene possibile, C20. Per i suoi meriti scientifici la Società Chimica Tedesca (Gesellschaft Deutscher Chemiker) gli attribuì nel 1989 la Medaglia Adolf von Baeyer.